# Campeonato Mundial de Halterofilismo de 2021 - Até 73 kg masculino
A categoria até 73 kg masculino foi um evento do Campeonato Mundial de Halterofilismo de 2021, disputado em Tasquente, no Uzbequistão, no dia 10 de dezembro de 2021. 

## Calendário
Horário local (UTC+5)
| Dia            | Horário | Fase    |
| -------------- | ------- | ------- |
| 10 de dezembro | 10:30   | Grupo B |
| 10 de dezembro | 19:00   | Grupo A |

## Medalhistas
| Evento    | Ouro                        | Ouro   | Prata                  | Prata  | Bronze                 | Bronze |
| --------- | --------------------------- | ------ | ---------------------- | ------ | ---------------------- | ------ |
| Arranque  | Briken Calja (ALB)          | 156 kg | Suttipong Jeeram (THA) | 154 kg | Sergey Petrov (FRH)    | 153 kg |
| Arremesso | Rahmat Erwin Abdullah (INA) | 192 kg | Briken Calja (ALB)     | 186 kg | Jeong Han-sol (KOR)    | 181 kg |
| Total     | Rahmat Erwin Abdullah (INA) | 343 kg | Briken Calja (ALB)     | 342 kg | Suttipong Jeeram (THA) | 334 kg |

## Recordes
Antes desta competição, o recorde mundial da prova era o seguinte:
| Recorde         | Tipo      | Atleta            | Peso   | Local     | Data                   |
| Recorde Mundial | Arranque  | Shi Zhiyong (CHN) | 169 kg | Tasquente | 20 de abril de 2021    |
| Recorde Mundial | Arremesso | Shi Zhiyong (CHN) | 198 kg | Tianjin   | 10 de dezembro de 2019 |
| Recorde Mundial | Total     | Shi Zhiyong (CHN) | 364 kg | Tóquio    | 28 de julho de 2021    |

## Resultado
Os resultados foram os seguintes. 
| Pos.              | Atleta                      | Grupo | Arranque (kg) | Arranque (kg) | Arranque (kg) | Arranque (kg)     | Arremesso (kg) | Arremesso (kg) | Arremesso (kg) | Arremesso (kg)    | Total |
| Pos.              | Atleta                      | Grupo | 1             | 2             | 3             | Resultado         | 1              | 2              | 3              | Resultado         | Total |
| ----------------- | --------------------------- | ----- | ------------- | ------------- | ------------- | ----------------- | -------------- | -------------- | -------------- | ----------------- | ----- |
| Medalha de ouro   | Rahmat Erwin Abdullah (INA) | A     | 142           | 147           | 151           | 5                 | 180            | 186            | 192            | Medalha de ouro   | 343   |
| Medalha de prata  | Briken Calja (ALB)          | A     | 152           | 154           | 156           | Medalha de ouro   | 182            | 186            | 190            | Medalha de prata  | 342   |
| Medalha de bronze | Suttipong Jeeram (THA)      | A     | 150           | 154           | 156           | Medalha de prata  | 180            | 180            | 180            | 5                 | 334   |
| 4                 | Erkand Qerimaj (ALB)        | A     | 150           | 153           | 153           | 4                 | 180            | 180            | 183            | 4                 | 333   |
| 5                 | Sergey Petrov (FRH)         | A     | 144           | 149           | 153           | Medalha de bronze | 172            | 178            | 182            | 6                 | 331   |
| 6                 | Jeong Han-sol (KOR)         | A     | 140           | 141           | 145           | 9                 | 181            | 187            | 187            | Medalha de bronze | 322   |
| 7                 | Achinta Sheuli (IND)        | A     | 139           | 143           | 143           | 7                 | 169            | 173            | 176            | 8                 | 316   |
| 8                 | Kakhi Asanidze (GEO)        | A     | 138           | 142           | 145           | 6                 | 162            | 168            | 171            | 10                | 313   |
| 9                 | Chiang Tsung-han (TPE)      | B     | 135           | 141           | 141           | 8                 | 165            | 165            | 169            | 9                 | 310   |
| 10                | Ismail Jamali (ESP)         | B     | 133           | 138           | 138           | 10                | 162            | 167            | 170            | 11                | 305   |
| 11                | Jacob Horst (USA)           | B     | 132           | 136           | 139           | 11                | 161            | 165            | 168            | 12                | 301   |
| 12                | Erry Hidayat (MAS)          | A     | 136           | 136           | 143           | 12                | 165            | 176            | 176            | 13                | 301   |
| 13                | Petr Stránský (CZE)         | A     | 131           | 135           | 138           | 14                | 160            | 160            | 167            | 14                | 295   |
| 14                | Indika Dissanayake (SRI)    | B     | 130           | 130           | 135           | 13                | 150            | 156            | 160            | 15                | 286   |
| 15                | Anthony Masinde (KEN)       | B     | 113           | 118           | 121           | 16                | 140            | 146            | 147            | 16                | 261   |
| 16                | Hakim Ssempereza (UGA)      | B     | 100           | 105           | 110           | 17                | 132            | 132            | 138            | 17                | 248   |
| —                 | Sudesh Peiris (SRI)         | B     | 127           | 127           | 127           | 15                | —              | —              | —              | —                 | —     |
| —                 | Maksat Meredow (TKM)        | A     | 141           | 141           | 142           | —                 | 176            | 176            | —              | 7                 | —     |